# Brent Corrigan
Sean Paul Lockhart (Lewiston, Idaho; 31 de octubre de 1986), conocido con el nombre artístico de Brent Corrigan, es un actor porno, modelo y director de cine estadounidense.

## Biografía
Sean Paul Lockhart, más conocido como Brent Corrigan, nació el 31 de octubre de 1986 en Lewiston, Idaho. En una entrevista, difundida a través de YouTube, titulada: Sean Paul Lockhart In-Depth Interview By Jeff 4 Justice, publicada el 2012 Lockhart describe sus primeros años. Él es uno de cuatro hermanos, tiene un hermano mayor, y un hermano y hermana menores que él. Sean y sus hermanos fueron criados en el suburbio de Mill Creek, cerca de Seattle, Washington, con su padrastro y su madre, quienes se divorciaron cuando él tenía entre 8 y 9 años, después de lo cual su hogar se vino abajo.
Sean pasó el tiempo cuidando de sus hermanos menores, hasta regresar a casa de su madre en San Diego, California en julio del 2003, período que vino a determinar su sexualidad. Mientras ocupaba el tiempo en casa de su madre, Sean pasaba los fines de semana en Los Ángeles, California con su primer novio, quien era mayor que él y, quien además lo introdujo rápidamente a un desenfrenado mundo del ambiente gay, con el que Sean no se sentía muy cómodo.
Su primer novio introdujo a Lockhart, entonces de 17 años, en la industria pornográfica gay, en un momento en que Lockhart sentía que no tenía dinero ni porvenir. Su novio organizó una audición para él en su propia habitación a través de la webcam. El novio manejaba la cámara, mientras el director, y dueño de la productora Cobra Video, lo observaba. Lockhart aceptó actuar en escenas de sexo filmadas por el propietario de la productora Cobra Video: En su primera aparición Sean aparece solo masturbándose a lado de una piscina, mientras el dueño de Cobra lo graba y charla con él; a este vídeo le siguieron seis escenas donde Sean ya tenía relaciones sexuales con otros modelos. Por este trabajo Sean recibió, como pago, un Volkswagen Jetta usado, un juego de neumáticos y llantas, pagos de transporte, un seguro de vehículos, y dinero para la gasolina. Lockhart y el dueño de Cobra mantuvieron una relación sexual. Antes del 2005, Lockhart explicó que era menor de 18 años, sin embargo el director indicó a Lockhart que quien estaría en problemas sería el propio Sean y no él. Lockhart y el director interrumpieron la relación sexual antes de cumplir 18 años.
En la actualidad, la película King Cobra, distribuida mediante la plataforma digital "Netflix", relata la historia de Lockhart y las dificultades que se antepusieron en su carrera.

## Carrera pornográfica

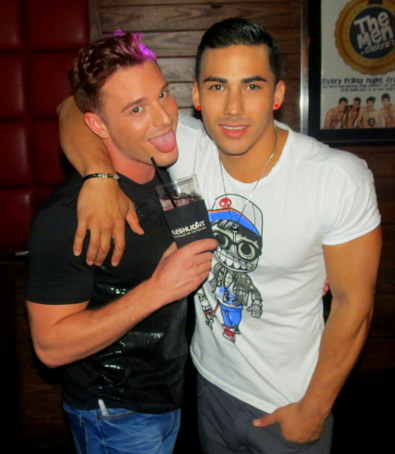
Con el también actor pornográfico Topher DiMaggio en 2013

Lockhart inició su carrera en la pornografía en 2004 en Cobra Video, como un joven modelo en Every Poolboy's Dream. Rápidamente se convirtió en uno de los miembros más importantes y reconocidos de Cobra, donde sus películas con temáticas de tipo bareback fueron muy valoradas en la crítica, además de muy bien vendidas. Durante el desempeño de su carrera ha ofrecido una diversa variedad de actividad sexual; incluyendo sexo oral, sexo oral-anal y la primera doble penetración anal de Cobra Videos, realizada por los actores Chase McKenzie y Brent Everett.
En septiembre de 2005, Corrigan afirmó haber falsificado sus documentos de identidad con el fin de realizar sus primeras películas, siendo menor de edad cuando estas fueron filmadas. Esta declaración resultó bastante controvertida, ocasionando que muchas de sus películas fueran retiradas de los canales de distribución del mercado debido al delito que la pornografía infantil representa en muchas jurisdicciones legales de Estados Unidos y otros países. Dicha declaración ha sido importante en el curso de la controversia jurídica entre Corrigan y Cobra Video, además de debates entre sus fanes.

## Filmografía

### Pornográficas
- Every Poolboy's Dream  (2004)
- Schoolboy Crush  (2004)
- Bareboned Twinks (2004)
- Casting Couch 4 (2005)
- Cream BBoys (2005)
- Naughty Boy's Toys (2005)
- Fuck Me Raw (2006)
- Take It Like a Bitch Boy (2006)
- The Velvet Mafia. Part 1 (crédito como "Fox Ryder") (2006)
- The Velvet Mafia 2 (crédito como "Fox Ryder") (2006)
- Soccer Boys (2007)
- The Porne Ultimatum (2008)
- Brent Corrigan's Summit (2008)
- Drafted 3 (2008)
- Best of Roman Heart (2008)
- Just the Sex (2008)
- Just the Sex 2 (2009)
- The Porne Identity (2009)
- Brent Corrigan's Big Easy (2009)
- Best of the 2000s 2 (2009)
- Chris Steele Directors Picks (2009)
- Gang Unelizabethed (2010)
- Brent Corrigan's Working Hard (2010)
- Getting Levi's Johnson (2010)
- Brent Corrigan's Heat (2010)
- Beautiful Boy (2011)
- The Brent Corrigan Sex Tapes (2012)
- Buttfucked (2012)
- Jacked (2014)
- Poolside 1 (2015)
- Moving Up (2015)
- Vegas Hustle (2015)
- Magnums (2015)
- Gods of Porn (2015)

### No Pornográficas
- Tell Me (2007)[1]
- Didn't This Used to Be Fun? (2007)[2]
- Another Gay Sequel: Gays Gone Wild! (2008)
- In the Closet (2008)[3]
- Milk (2008)
- The Big Gay Musical (2009)
- Sister Mary (2009)
- Judas Kiss (2010)
- Chillerama (2011)
- Welcome to New York (2012)
- Truth (2013)
- Triple Crossed (2013)
- The Dark Place (2014)
- Kissing Darkness (2014)
- Midnight (2014)

## Premios y nominaciones
- Premios Grabby 2017: "Lifetime Achievement Award"[4]